# Cicurina russelli
Cicurina russelli là một loài nhện trong họ Dictynidae.
Loài này thuộc chi Cicurina. Cicurina russelli được Willis J. Gertsch miêu tả năm 1992.